# Echinoderes brevicaudatus
Echinoderes brevicaudatus är en djurart som tillhör fylumet pansarmaskar, och som beskrevs av Higgins 1977. Echinoderes brevicaudatus ingår i släktet Echinoderes och familjen Echinoderidae.
Artens utbredningsområde är Röda havet. Inga underarter finns listade i Catalogue of Life.